# Yvonne Aki-Sawyerr
Yvonne Aki-Sawyerr, OBE là một chính trị gia người Sierra Leone, và thị trưởng hiện tại của Freetown, Sierra Leone.

## Đầu đời và giáo dục
Bà học tại trường cấp hai St. Joseph ở Freetown, nơi bà là Trưởng nữ và Đội trưởng Nhà Loreto.
Bà danh dự tốt nghiệp tại Fourah Bay College vào năm 1988, nơi bà có bằng cử nhân Kinh tế. Tại trường đại học, Aki-Sawyerr hoạt động với AIESEC (Hiệp hội sinh viên quốc tế về kinh tế và quản lý) và cô trở thành người châu Phi đầu tiên trong Ủy ban trao đổi quốc tế có trụ sở tại Brussels của AIESEC năm 1988.
Bà có bằng thạc sĩ về Quan hệ quốc tế và Chính trị Kinh tế Thế giới tại Trường Kinh tế và Khoa học Chính trị Luân Đôn. Năm 1993, bà nhận được chứng nhận từ Viện Kế toán Biểu đồ ở Anh và xứ Wales.

## Sự nghiệp chính trị
Aki-Sawyerr đã được mọi người công nhận cho các hoạt động của mình trong cuộc khủng hoảng Ebola của Sierra Leone với Huy chương Vàng Ebola của Ernest Bai Koroma vào tháng 12 năm 2015. Bà cũng đã được Nữ hoàng Elizabeth II trao tặng một sĩ quan của Huân chương Anh (OBE) vào tháng 1 năm 2016.
Bà trở thành Thị trưởng của Freetown vào năm 2018, giành được tổng cộng 309.000 phiếu bầu, chiếm 59,92% tổng số trong cộng đồng.
Vào tháng 1 năm 2023, Yvonne Aki Sawyerr sẽ tranh cử một nhiệm kỳ khác trong cuộc bầu cử vào tháng 6 năm 2023..

## Cuộc sống riêng tư
Aki-Sawyerr đã kết hôn và có hai người con.